# NSS-703
NSS-703 (vormals Intelsat 703) war ein kommerzieller Kommunikationssatellit der SES World Skies mit Sitz in Den Haag (vormals SES New Skies).

## Missionsverlauf

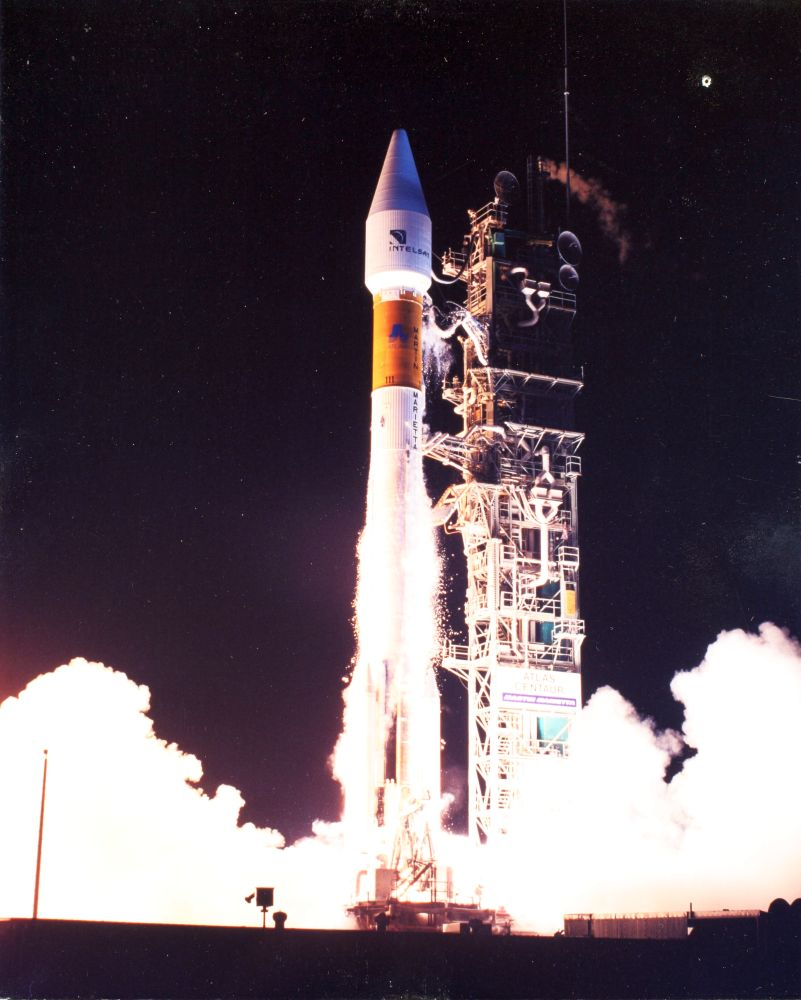
Start der Atlas-II-Rakete mit Intelsat 703

Der Satellit wurde ursprünglich als Intelsat 703 für die Flotte der Intelsat gebaut. Er war der dritte Satellit der siebten Intelsat-Generation. Der Start erfolgte am 6. Oktober 1994 auf einer Atlas-II-Trägerrakete von der Cape Canaveral Air Force Station. Er wurde im geostationären Orbit zunächst bei 47° West stationiert.
Nach vier Jahren Betrieb wurde er 1998 an New Skies Satellites verkauft und in NSS-703 umbenannt.
Im Oktober 2014 wurde er außer Betrieb genommen und in einen Friedhofsorbit manövriert.

## Technische Daten
Space Systems/Loral baute den Satelliten auf Basis ihres Satellitenbusses der 1300-Serie und rüstete ihn mit 26 C-Band- und 10 Ku-Band-Transpondern aus. Er war dreiachsenstabilisiert und wog ca. 3,6 Tonnen. Außerdem wurde er durch zwei große Solarmodule und Batterien mit Strom versorgt und besaß eine geplante Lebensdauer von 15 Jahren, welche er um fünf Jahre übertraf.